# فردوس البارين
فردوس البارين (بالفارسية: فردوس برین) هو اسم لحديقة فارسية قديمة والتي من المفترض أنها تقع في قلعة ألموت في جبال ألبرز شمال إيران، والتي لجأ إليها حسن الصباح وجماعته من الشيعة الإسماعيليين النزاريين الحشاشين.
وبحسب بعض الروايات، فإن حديقة الفردوس هذه التي تشبه الجنة، كانت مفروشة بكل رفاهيات الحياة وكانت تحتوي على نهر من النبيذ، وكانت تستخدم لتجنيد قتلة حسن. إذ يتم تخدير المجند بمادة الحشيش لمحاكاة "الموت" فقط ليستيقظ لاحقًا في الحديقة ويُخدم بوليمة فخمة من قبل حوريات. ثم يقتنع المتوسل بأنه في الجنة وأن حسن الصباح هو خادم للألوهية، وأنه يجب اتباع جميع أوامره، حتى الموت.
تقدم رواية فردوس البارين التي كتبها الروائي الهندي المسلم عبد الحليم شرر وصفًا للسيرة الذاتية لحسين، وهو شاب استدرجه رجال حسن وأسروه ثم أجبروه على الانضمام إلى آلية اغتياله.
"فردوس البارين" هي أيضًا أغنية في الألبوم "في غياب الحقيقة" لفرقة ما بعد الميتال الأمريكية (إيزيس).